# Kelemen Lajos (történész)
Kelemen Lajos (Marosvásárhely, 1877. szeptember 30. – Kolozsvár, 1963. július 29.) levéltáros, történész. Írói álnevei: Ernyei Kelemen, Ernyei Miklós, Marosszéki, Rovintó, Suhintó, Székely Rovintó, Vásárhelyi Miklós. A Magyar Tudományos Akadémia tiszteleti, majd rendes tagja.
Kutatási területe: Erdély középkori művelődés- és művészettörténete volt.

## Élete
Székely kisbirtokos nemesi családból származott. Édesapja, nagyernyei Kelemen Miklós a marosvásárhelyi királyi ítélőtáblánál volt törvényszéki irodatiszt. Édesanyja, albisi Csomoss Janka három fiú- és három leánygyermeknek adott életet.
Kilencéves koráig édesapja otthon tanította. Középiskolai tanulmányait szülővárosában a református kollégiumban végezte, s ezek az évek egész életét meghatározták. Ez időben itt tanított Koncz József, aki a történelem iránti szeretetét növelte. (A múlt megismerésére anyai nagyapja, albisi Csomoss Miklós – volt 1848-as honvéd – elbeszélésein kívül olvasmányélményei is már korábban ösztönözték). A tanulmányozott irodalmi és történelmi művek (Orbán Balázs, Kőváry László) alapján gyalogszerrel járta be az erdélyi falvakat. Kirándulásai során bukkant rá 1893-ban a marosszentkirályi freskókra, 1894-ben az ádámosi mennyezetfestményre, 1895-ben a marosszentannai, illetve 1896-ban a nyárádszentlászlói falképekre. Céhes kézműipari emlékek kutatása során Szádeczky-Kardoss Lajossal is kapcsolatba került, akinek támogatása 1896 őszén a Kolozsvári m. kir. Ferenc József Tudományegyetem történelem–földrajz tanári szakán is elkísérte. Az ő révén került 1901-ben Gidófalvy István királyi közjegyző családjához házitanítónak, ugyanis megélhetéséhez dolgoznia kellett.
Katonai szolgálatának teljesítése után 1902-ben Gidófalvy István ajánlására bekerült az Erdélyi Múzeum Könyvtárába, napidíjasként. 1903-ban az Egyetemi Könyvtár napidíjasaként állami szolgálatba került át. Először a Hírlapkönyvtárnál, majd a Régi Magyar Könyvtárnál, később az Erdélyi Múzeum-Egyesület Kézirattáránál dolgozott. 1907 májusában – miután itt nem véglegesítették – elfogadta a kolozsvári unitárius gimnázium harmadszori felkérését, s ennek tanára lett egészen 1918. május 1-jéig. Egyben a kolozsvári Unitárius Levéltár levéltárosává is megválasztották.
1910. július 31-én feleségül vette Bölöni Mikó Erzsébetet, aki azonban 1920-ban elhunyt. 1911-ben született meg egyetlen gyermekük, Erzsébet, aki 1939-ben hunyt el.
1918. május 1-jétől, mint szolgálattételre berendelt állami középiskolai tanár ismét az Egyetemi Könyvtár, illetve az Erdélyi Múzeum Levéltára munkatársa lett. Kolozsvárt ez év karácsonyán megszállták a románok. Az Egyetemi Könyvtárat 1919. május 12-én vették át. A hivatalos impériumváltás után az itt dolgozókat – Kelemen Lajossal együtt – eskütételre kötelezték. 1920 szeptemberétől egészen nyugdíjazásáig, 1938. január 1-jéig itt dolgozott. A második bécsi döntés után múzeumi és levéltári főigazgatóként került vissza régi munkakörébe. 1940-ben Corvin-lánccal tüntették ki. Korhatár alapján, 1942. július 1-jétől formailag ismét nyugdíjba vonult ugyan, de továbbra is megbízást kapott a főigazgatói és levéltári munkakör ellátására.
Mindezek mellett diplomatikát, Erdély történetét és ötvösmű-történetet tanított a kolozsvári Református Tanárképzőben, a református Teológiai Akadémián, az unitárius Teológiai Akadémián, a katolikus Szent József fiúnevelő intézet szemináriumában, tudományos előadásokat tartott szabadegyetemeken és számtalan EME rendezvényen.
Életének főműve az Erdélyi Múzeum-Egyesület levéltára volt. A 40 ezer darabot számláló gyűjteményt 1918-ig közel félmillióssá gyarapította, 1944-ben pedig állománya már megközelítette a 600 ezres darabszámot. Amikor a Román Szocialista Köztársaság Akadémiája Történeti Levéltárként átvette, már milliós nagyságrendről beszélhettek.
Amint azt Szabó T. Attila nyelvészprofesszor, Kelemen Lajos legkedvesebb tanítványa írta: „Személyes rábeszéléssel, tanítványai, barátai, tisztelői mozgósításával, széles körű ismeretsége felhasználásával, a napilapokban fáradhatatlan hírveréssel, az adományok jelentőségének nyilvános ismertetésével, méltatásával, kezdve a legnagyobb erdélyi családi levéltárak akkori tulajdonosain, a néhány levélből álló gyűjteményecskék birtokosáig sok-sok embert rávett arra, hogy az erdélyi múlt írásbeliségének anyagába tartozó egyéni vagy családi gyűjteményt megőrzés végett a múzeumi levéltárnak adja át”.
Írásainak bibliográfiája több mint 400 címszót tesz ki. Ezek között számos a forrásközlés, a tanulmány, cikk, könyv, adatközlés. Tudásának mégis csak egy részét tudta közkinccsé tenni, miután idejének legnagyobb részét mások kutatásainak segítésére, a mások számára történő adatgyűjtésre fordította. Többek között, 1926-ban rengeteg adalékkal látta el Móricz Zsigmondot az Erdély-trilógia megírásához. Sok energiáját emésztette el a mindennapi megélhetés biztosítása is. Életének utolsó szakaszában kedvelt időtöltése volt a városnéző séta. Érdeklődőket, bel- és külföldieket kalauzolt végig a történelmi Kolozsvár utcáin és az „Erdélyi Panteonban", a Házsongárdi temetőben. Hosszas, súlyos betegeskedés után, 1963-ban hunyt el Kolozsváron.

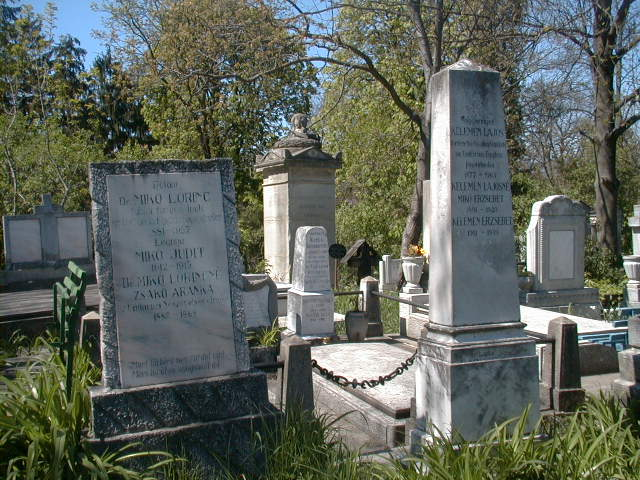
Kelemen Lajos sírja Kolozsvárott, a Házsongárdi temetőben

## Tudományos egyesületi tisztségei, tagságai
Kollégiumi tanársága idején, 1908 őszén az Erdélyi Múzeum-Egyesület (EME) titkárának választotta. Ezt a munkakört megszakítás nélkül 1921 végéig töltötte be. Ekkor formailag lemondott ugyan, de helyettesítőként 1927 júliusáig titkároskodott. Ekkor a román egyetem hírhedt dékánja, Onisifor Ghibu nyomására távozni kényszerült.
Történetírói és levéltárosi munkásságáért a Magyar Tudományos Akadémia 1938-ban tiszteleti tagjává választotta. Ezt a címet 1947 után visszavonták, de 1962-ben, felülvizsgálva a korábbi döntést, munkássága elismeréseként rendes tagnak választották meg. 1908-ban az Erdélyi Irodalmi Társaság, 1910-ben a marosvásárhelyi Kemény Zsigmond Társaság választotta tagjává. Az Erdélyi Múzeum-Egyesület 1927-ben fogadta igazgató-választmányi tagjául. Pótolhatatlan munkát végzett az Erdélyi Népmívelési Bizottság, a Könyv és Levéltárosok Egyesülete, az Országos Cserkész Főtanács, az Unitárius Irodalmi Társaság elnökségében, a Magyarországi Unitárius Egyház fő- és képviselő tanácsának tagjaként, a Kolozs-Dobokai Egyházkör egyik felügyelő gondnokaként és az Unitárius Egyház főgondnokaként.

## Művei
- Marosszéki határnevek a XVI. és a XVII. századból. Székely Oklevéltár VI., 1897.
- Kolozsvári Kalauz, 1902
- Wesselényi Miklós báró 1836-i utazásaiból, 1903
- A kolozsvári Bethlen-bástya történetéhez (Erdélyi Múzeum, 1905)
- Nagy Szabó Ferenc ifjúkora. Az Erdélyi Múzeum-Egyesület vándorgyűlésének emlékkönyve. Kolozsvár, 1906
- Bod Péter levelei. Erdélyi Múzeum, 1907
- Kolozsvár ostroma és fölmentése a kuruc ostromzár alól 1707-ben. A Kolozsvári Unitárius Kollégium értesítője 1907–8
- Az Erdélyi Múzeum-Egyesület múltja és jelenje. Kolozsvár, 1909
- Újabb adattár a vargyasi Daniel-család történetéhez. Kolozsvár, 1913
- Teleki Mihály halála és temetkezése, 1913
- Adatok öt székelyföldi unitárius templom-kastély történetéhez. Dolgozatok az Erdélyi Nemzeti Múzeum Érem- és Régiségtárából VII. 1916
- A kolozsvári Szent Mihály templom tornyai. Közli A kolozsvári Szent Mihály egyház. Szerk. György Lajos, Kolozsvár 1924
- Tölcséres jelvények a kolozsvári Szent Mihály-templomon, 1924
- A kolozsvári piarista templom, 1924
- Hermányi Dienes József emlékirata. Kolozsvár, 1925
- A legrégibb erdélyi magyar hímes oszlopok, 1925
- A kolozsvári Farkas utcai református templom, 1926
- Torockószentgyörgy és emlékei, 1926
- A kolozsvári gróf Toldalagi- és Korda-ház, 1927
- A magyarfenesi báró Jósika-kastély, 1927
- A gógánváraljai mennyezetfestmény készítője és kora, 1928
- A szárhegyi romkastély. Művészeti Szalon. 1928
- A történetíró Orbán Balázs. Közli Ki volt Orbán Balázs? Emlékezés a legnagyobb székelyre, születésének 100. évfordulóján. Székelyudvarhely, 1929
- Báró Bánffy Jánosné Wesselényi Jozefa emlékirata 1848–49-iki élményeiről. Kolozsvár, 1931
- Kolozsvári műemlék-krónika. Pásztortűz, 1938
- A házsongárdi temető, 1940
- A batizi kőedénygyár történetéhez, 1942
- Az Erdélyi Múzeum-Egyesület története. Kolozsvár, 1942
- Kolozsvár közvetlen környékének történelmi és műemlékei. Kolozsvári Szemle, 1943
- A magyarfülpösi református templom mennyezetfestményei, 1944
- Erdélyi magyar templomi karzat- és mennyezetfestmények a XVII. századból. Az Erdélyi Tudományos Intézet Évkönyve, Kolozsvár, 1945
- A nyárádremetei feszület, 1945
- Körséta Petőfi oldalán a száz év előtti Kolozsváron, 1946
- Királyfalvi János ítélőmester, 1954
- Művészettörténeti tanulmányok, 1-2.; sajtó alá rend. B. Nagy Margit, bev. Szabó T. Attila, B. Nagy Margit; Kriterion Könyvkiadó, Bukarest, 1977–1982
- Kolozsvár; összeáll., szerk., kieg. Bálint István János, fotó, reprod. Entz Géza Antal és Kincses Károly, térkép, grafika Markó Gábor; Polygon, Bp., 1989 (Transylvania képeskönyvek)
- Születtem Marosvásárhelyt. Önéletrajzi feljegyzések; összeáll., bev., jegyz. Gaal György, szerk. Jakó Klára. Kolozsvár: Komp-Press Korunk Baráti Társaság. 1993
- Dr. Gidófalvy István (életrajz). Sajtó alá rend., kísérőtanulmány, szerk., jegyz. Sas Péter. Kolozsvár: Művelődés. 2002
- Művelődéstörténeti tanulmányok, 1-2.; sajtó alá rend., tan., szerk. Sas Péter; Kriterion, Kolozsvár, 2006–2009
- Kézirattári értékeink; sajtó alá rend. B. Nagy Margit; Erdélyi Múzeum-Egyesület, Kolozsvár, 2010 (Erdélyi tudományos füzetek)

16 jelentős munkája maradt kéziratban. Ezek közül kiemelkedő:
- Székely Oklevéltár IX. kötete számára végzett adatgyűjtése,
- az Erdélyi Múzeum kézirattárának ismertetése és
- Kolozsvár legrégibb polgárkönyvének (1589–1614) teljes másolata
- Kéziratban maradt munkái között kiadásra készítették elő emlékiratoknak tekinthető naplóit is. (Lásd Születtem Marosvásárhelyt : Önéletrajzi feljegyzések. Kolozsvár : Komp-Press Korunk Baráti Társaság, 1993. 136 p.)

### Napló, levelezés
- Napló, 1-2.; sajtó alá rend., szerk., tan., jegyz. Sas Péter; Erdélyi Múzeum-Egyesület, Kolozsvár, 2017–2018
- Kelemen Lajos levelezése, 1-2.; sajtó alá rend., szerk., tan., jegyz. Sas Péter; Balassi Budapest, 2016– 
  - 1. 1889–1909; 2016
  - 2. 1910–1919; 2022